# Jayat
Pour les articles homonymes, voir Jayat.
Jayat est une commune française, située dans le département de l'Ain en région Auvergne-Rhône-Alpes.
Ses habitants sont appelés les Jayatis.
La commune se trouve dans la région naturelle et historique de la Bresse.

## Géographie
Le village de Jayat se trouve à 25 km au nord de la ville de Bourg-en-Bresse dans le département de l'Ain et en Bresse.

### Climat
Pour des articles plus généraux, voir Climat d'Auvergne-Rhône-Alpes et Climat de l'Ain.
En 2010, le climat de la commune est de type climat océanique altéré, selon une étude du CNRS s'appuyant sur une série de données couvrant la période 1971-2000. En 2020, Météo-France publie une typologie des climats de la France métropolitaine dans laquelle la commune est exposée à un climat semi-continental et est dans la région climatique Bourgogne, vallée de la Saône, caractérisée par un bon ensoleillement (1 900 h/an), un été chaud (18,5 °C), un air sec au printemps et en été et des vents faibles.
Pour la période 1971-2000, la température annuelle moyenne est de 11,5 °C, avec une amplitude thermique annuelle de 18,1 °C. Le cumul annuel moyen de précipitations est de 950 mm, avec 10,6 jours de précipitations en janvier et 8 jours en juillet. Pour la période 1991-2020, la température moyenne annuelle observée sur la station météorologique de Météo-France la plus proche, sur la commune de Romenay à 15 km à vol d'oiseau, est de 11,8 °C et le cumul annuel moyen de précipitations est de 983,9 mm,. Pour l'avenir, les paramètres climatiques de la commune estimés pour 2050 selon différents scénarios d'émission de gaz à effet de serre sont consultables sur un site dédié publié par Météo-France en novembre 2022.

## Urbanisme

### Typologie
Au 1er janvier 2024, Jayat est catégorisée commune rurale à habitat dispersé, selon la nouvelle grille communale de densité à 7 niveaux définie par l'Insee en 2022.
Elle appartient à l'unité urbaine de Montrevel-en-Bresse, une agglomération intra-départementale dont elle est une commune de la banlieue,. Par ailleurs la commune fait partie de l'aire d'attraction de Bourg-en-Bresse, dont elle est une commune de la couronne,. Cette aire, qui regroupe 80 communes, est catégorisée dans les aires de 50 000 à moins de 200 000 habitants,.

### Occupation des sols
L'occupation des sols de la commune, telle qu'elle ressort de la base de données européenne d’occupation biophysique des sols Corine Land Cover (CLC), est marquée par l'importance des territoires agricoles (88,5 % en 2018), en diminution par rapport à 1990 (92,4 %). La répartition détaillée en 2018 est la suivante :
prairies (42,8 %), terres arables (38,2 %), zones agricoles hétérogènes (7,5 %), zones urbanisées (6,2 %), eaux continentales (3,4 %), mines, décharges et chantiers (2 %).
L'évolution de l’occupation des sols de la commune et de ses infrastructures peut être observée sur les différentes représentations cartographiques du territoire : la carte de Cassini (XVIIIe siècle), la carte d'état-major (1820-1866) et les cartes ou photos aériennes de l'IGN pour la période actuelle (1950 à aujourd'hui).

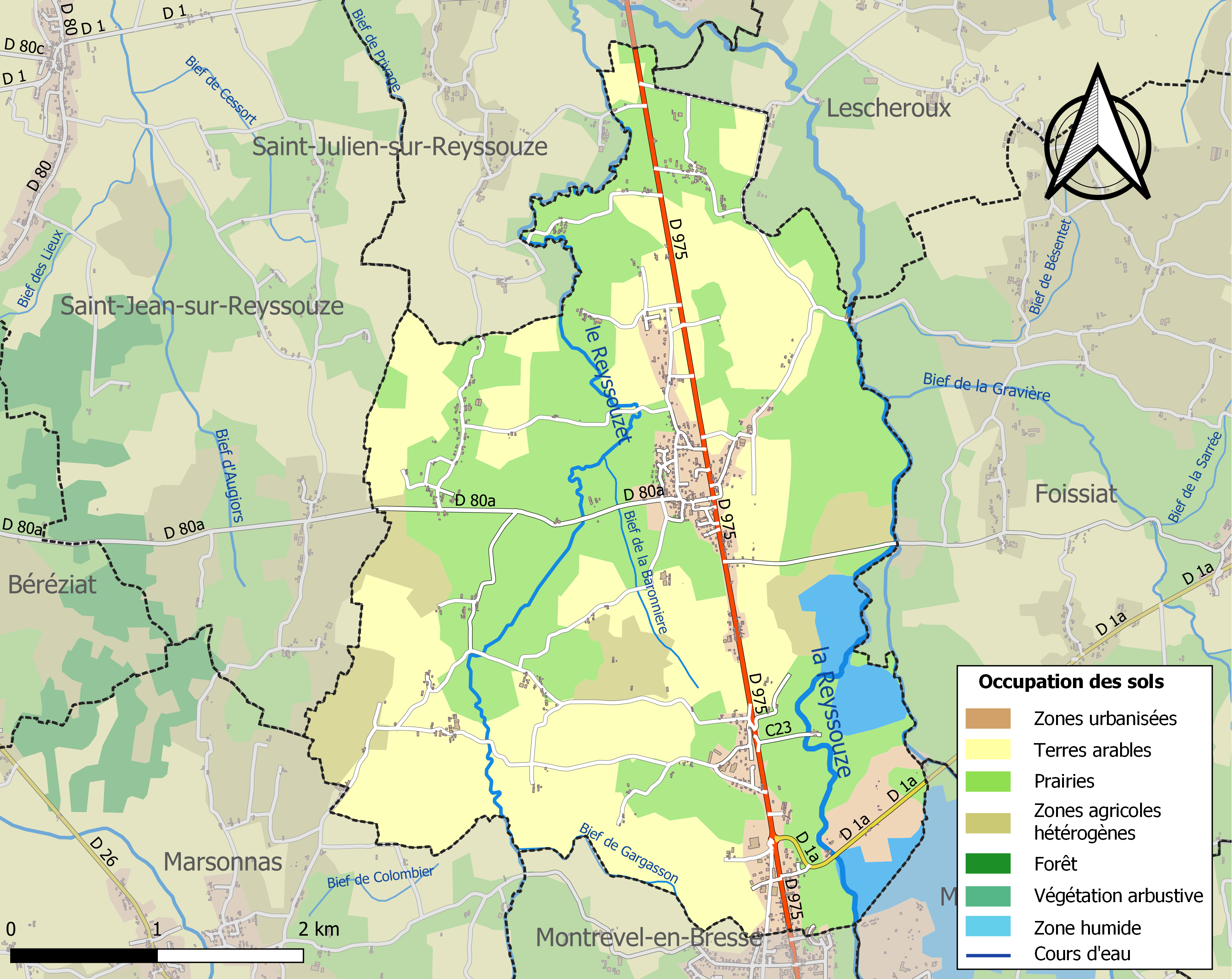
Carte des infrastructures et de l'occupation des sols de la commune en 2018 (CLC).

## Histoire
- Prieuré fondé au XIe siècle par les religieux de Saint-Pierre de Mâcon.
- La seigneurie et le château de Jayat appartenaient au XIIIe siècle aux sires de Bâgé.

## Politique et administration

### Découpage territorial
La commune de Jayat est membre de la communauté d'agglomération du Bassin de Bourg-en-Bresse, un établissement public de coopération intercommunale (EPCI) à fiscalité propre créé le 1er janvier 2017 dont le siège est à Bourg-en-Bresse. Ce dernier est par ailleurs membre d'autres groupements intercommunaux.
Sur le plan administratif, elle est rattachée à l'arrondissement de Bourg-en-Bresse, au département de l'Ain et à la région Auvergne-Rhône-Alpes. Sur le plan électoral, elle dépend du  canton d'Attignat pour l'élection des conseillers départementaux, depuis le redécoupage cantonal de 2014 entré en vigueur en 2015, et de la première circonscription de l'Ain  pour les élections législatives, depuis le dernier découpage électoral de 2010.

### Administration municipale
| Période                                  | Période  | Identité          | Étiquette | Qualité  |
| ---------------------------------------- | -------- | ----------------- | --------- | -------- |
| 1900                                     | 1908     | Frédéric Lamberet |           |          |
| 1908                                     | 1925     | Marcellin Pitre   |           |          |
| 1925                                     | 1929     | Pierre Léthenet   |           |          |
| 1929                                     | 1958     | Stéphane Burtin   |           |          |
| 1958                                     | 1959     | Benjamin Lamberet |           |          |
| 1959                                     | 1965     | Marcel Lamberet   |           |          |
| 1965                                     | 1971     | Gaston Perraut    |           |          |
| 1971                                     | 1983     | Henri Rigollet    |           |          |
| 1983                                     | 1986     | Jean Burtin       |           |          |
| 1986                                     | 2008     | Bernard Lamberet  |           |          |
| 2008                                     | 2014     | Daniel Béreiziat  |           |          |
| 2014                                     | 2020     | Robert Longeron   | DVD       | Retraité |
| 2020                                     | En cours | Mickaël Morel     |           |          |
| Les données manquantes sont à compléter. |          |                   |           |          |

## Démographie
L'évolution du nombre d'habitants est connue à travers les recensements de la population effectués dans la commune depuis 1793. Pour les communes de moins de 10 000 habitants, une enquête de recensement portant sur toute la population est réalisée tous les cinq ans, les populations de référence des années intermédiaires étant quant à elles estimées par interpolation ou extrapolation. Pour la commune, le premier recensement exhaustif entrant dans le cadre du nouveau dispositif a été réalisé en 2006.
En 2022, la commune comptait 1 276 habitants, en évolution de +9,43 % par rapport à 2016 (Ain : +5,15 %, France hors Mayotte : +2,11 %).
| 1793  | 1800  | 1806  | 1821  | 1831  | 1836  | 1841  | 1846  | 1851  |
| ----- | ----- | ----- | ----- | ----- | ----- | ----- | ----- | ----- |
| 1 053 | 1 128 | 1 125 | 1 176 | 1 218 | 1 192 | 1 231 | 1 236 | 1 269 |

| 1856  | 1861  | 1866  | 1872  | 1876  | 1881  | 1886  | 1891  | 1896  |
| ----- | ----- | ----- | ----- | ----- | ----- | ----- | ----- | ----- |
| 1 244 | 1 224 | 1 211 | 1 180 | 1 152 | 1 130 | 1 140 | 1 104 | 1 058 |

| 1901  | 1906  | 1911  | 1921 | 1926 | 1931 | 1936 | 1946 | 1954 |
| ----- | ----- | ----- | ---- | ---- | ---- | ---- | ---- | ---- |
| 1 038 | 1 030 | 1 004 | 857  | 876  | 885  | 863  | 822  | 778  |

| 1962 | 1968 | 1975 | 1982 | 1990 | 1999 | 2006 | 2011  | 2016  |
| ---- | ---- | ---- | ---- | ---- | ---- | ---- | ----- | ----- |
| 758  | 713  | 698  | 681  | 650  | 773  | 937  | 1 076 | 1 166 |

| 2021  | 2022  | - | - | - | - | - | - | - |
| ----- | ----- | - | - | - | - | - | - | - |
| 1 259 | 1 276 | - | - | - | - | - | - | - |

## Culture et patrimoine

### Lieux et monuments
- Moulin de Bruno. Son nom fait référence au saint Père Bruno, fondateur de l'ordre des Chartreux. Le moulin enjambe la Reyssouze qui sert de limite naturelle entre les communes de Jayat et de Foissiat, et se trouve donc en partie sur la commune de Jayat (partie usine, à l’ouest du bâtiment), et en partie sur la commune voisine de Foissiat (partie habitation, à l’est). Le moulin de Bruno et son pont de Bruno, ont été bâtis vers 1350, par les Chartreux de Montmerle installés à 3 km du moulin, sur la commune voisine de Lescheroux. Cette abbaye dépendait de cet ordre depuis 1210, et le nom du révérend Père Bruno fut donné au site.
- Église Notre-Dame-de-l'Assomption du XIXe siècle.
- Chapelle Saint-Garadeux de Loëze.
- Hameau du Palais-Royal nommé en hommage à une halte forcée du roi Henri IV en 1595 lors de son retour de Bourgogne et de Franche-Comté[19].
- Ancienne maison forte de Sezilles, citée en 1272[20].

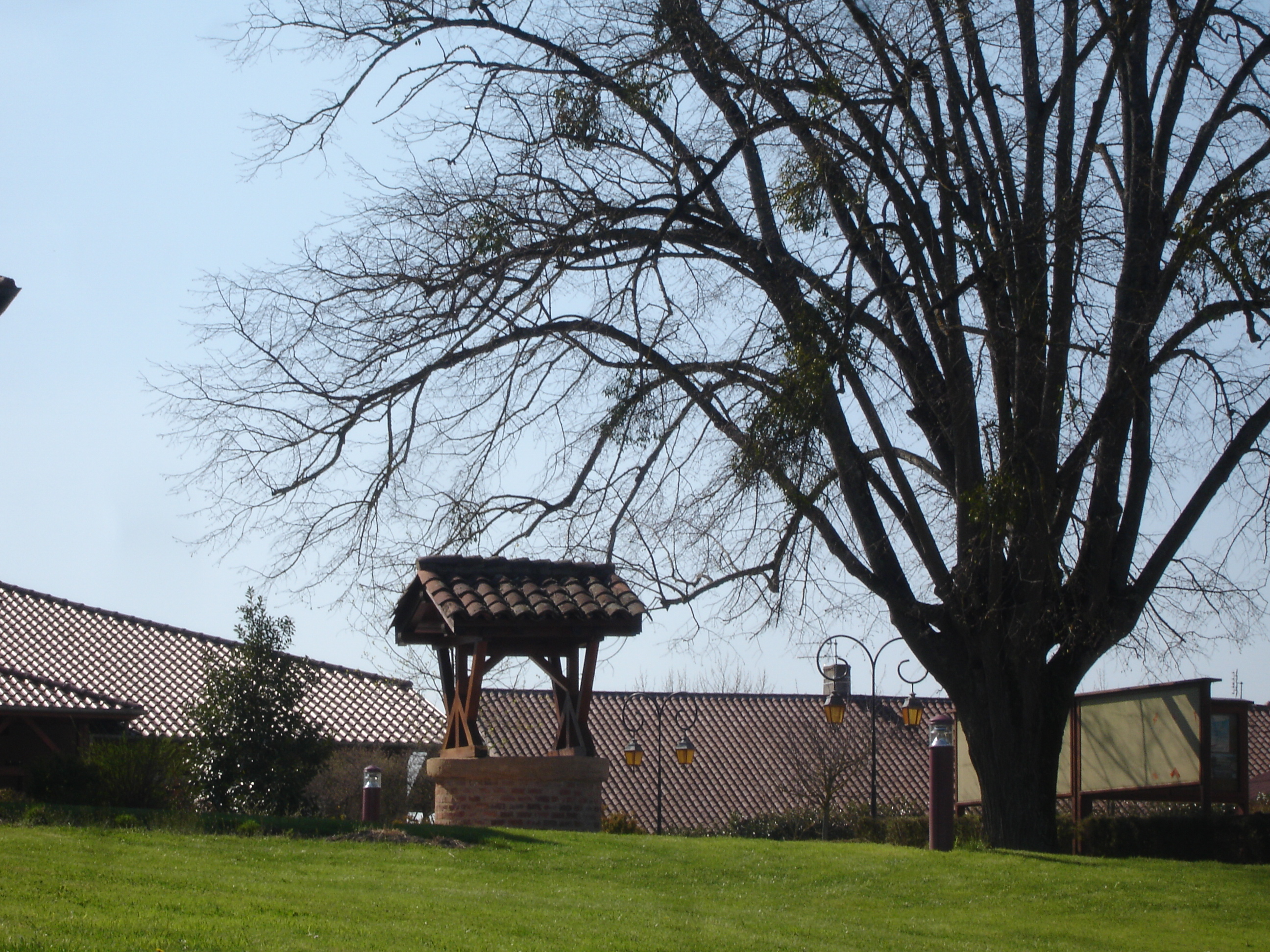
Le puits, près de la mairie.
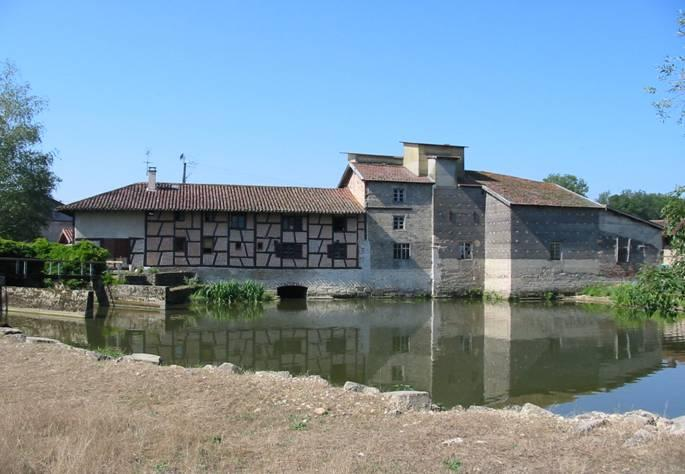
Moulin de Bruno.
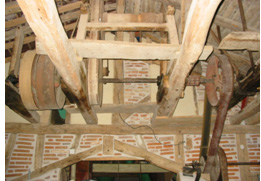
Moulin de Bruno intérieur.
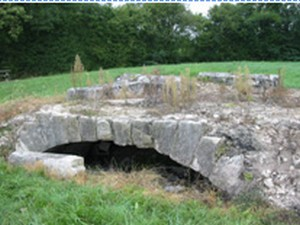
Ruines du pont de Bruno.
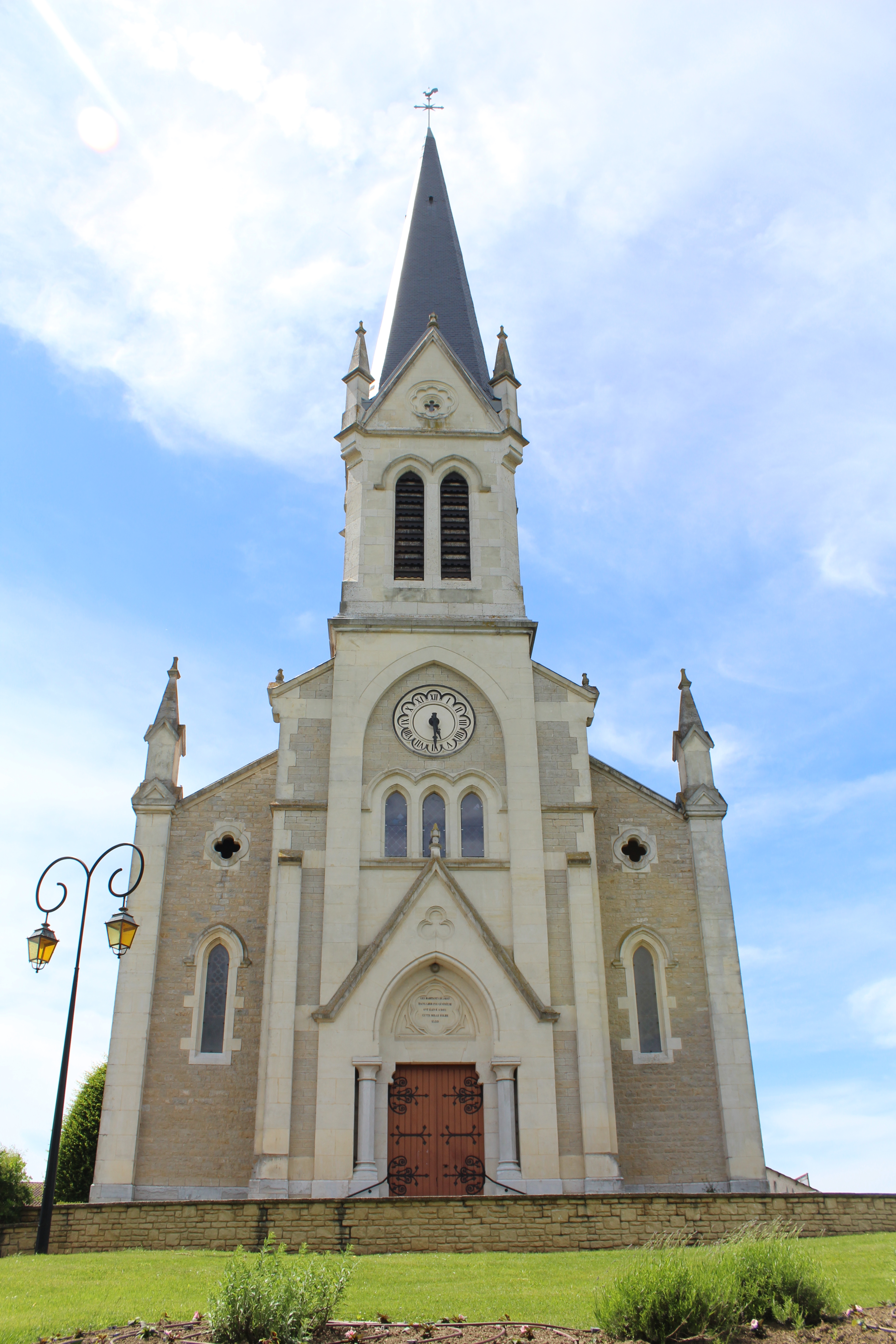
Église Notre-Dame-de-l'Assomption.
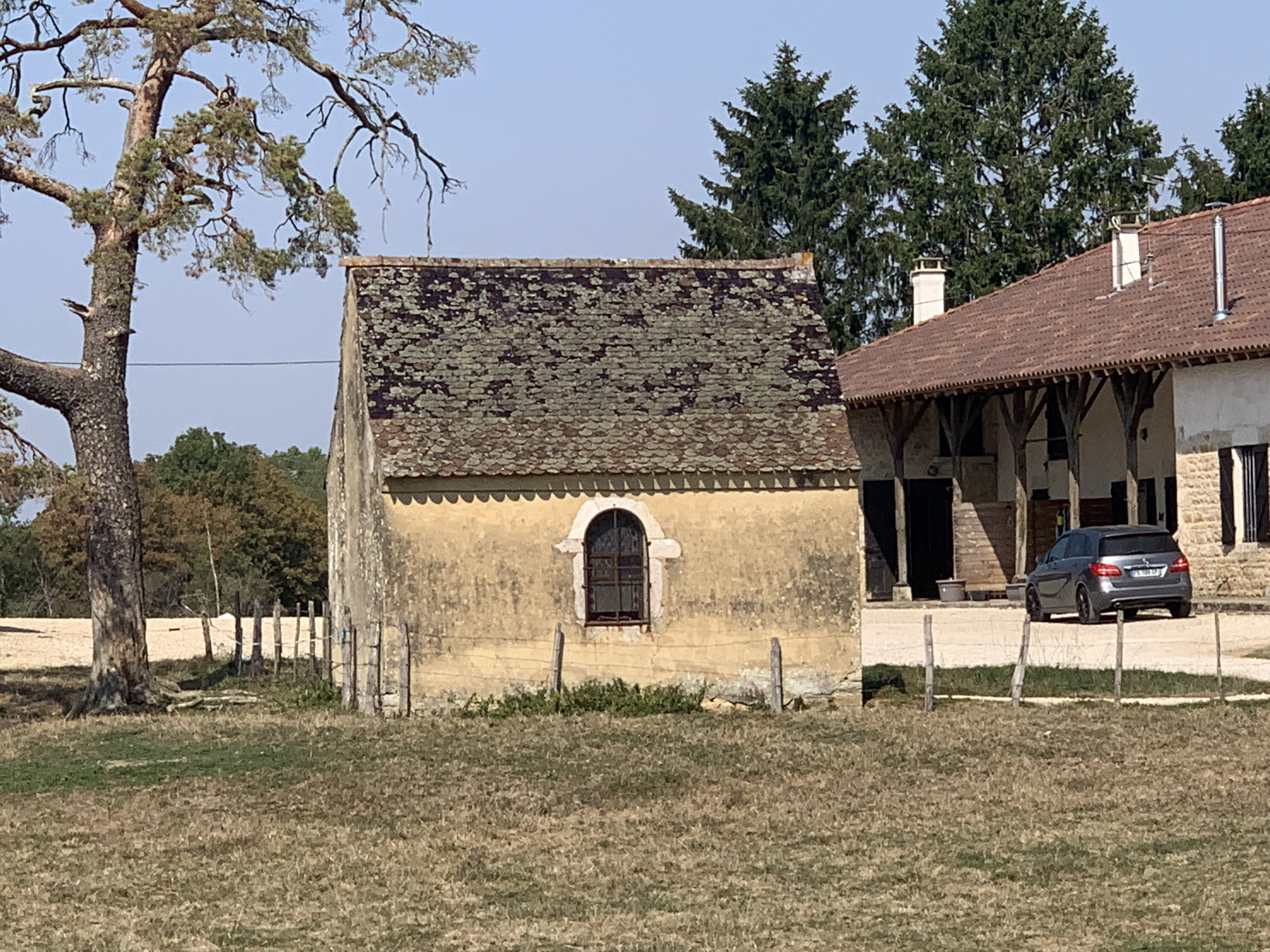
Chapelle Saint-Garadeux de Loëze

### Patrimoine naturel
La commune compte deux zones naturelles d'intérêt écologique, faunistique et floristique de type I :
- prairies de Jayat, du Curtelet et de Césille ;
- ile de Malafretaz.